# Pi Arietis
Pi Arietis (42 Arietis) é uma estrela binária na direção da constelação de Aries. Possui uma ascensão reta de 02h 49m 17.56s e uma declinação de +17° 27′ 51.6″. Sua magnitude aparente é igual a 5.26. Considerando sua distância de 603 anos-luz em relação à Terra, sua magnitude absoluta é igual a −1.07. Pertence à classe espectral B6V. É um sistema binário espetroscópico.